# Giovanni Esposito (militare)
Giovanni Esposito (Loreto Aprutino, 18 maggio 1882 – Roma, 3 giugno 1958) è stato un generale italiano, che come tenente degli alpini, fu decorato con Medaglia d'oro al valor militare a vivente nel corso della guerra italo-turca. Prese parte alla prima guerra mondiale venendo decorato di tre Medaglie di bronzo, della Croce di guerra al valor militare e della Croce al merito di guerra. All'atto dell'entrata in guerra del Regno d'Italia, avvenuta il 10 giugno 1940, comandava la 57ª Divisione fanteria "Lombardia" di stanza a Pola. Il 14 gennaio 1941, in sostituzione del generale Amedeo De Cia, fu nominato comandante della 5ª Divisione alpina "Pusteria", allora impegnata nella campagna di Grecia, al termine della quale gli fu concessa la Croce di Cavaliere dell'Ordine militare di Savoia. Trasferito in Pljevlja, Montenegro alla testa della sua unità partecipò alle sanguinose repressioni dopo la Battaglia di Pljevlja nel dicembre 1941, e all'Operazione Trio scatenata dai comandi italo-tedeschi nell'aprile 1942. Rientrato in Patria decorato di una medaglia d'argento al valor militare, fu posto in posizione di riserva il 18 maggio successivo, ma ricopri poi l'incarico di Ispettore delle Truppe Alpine, e nel maggio 1943, gli fu assegnato il Comando della Difesa Territoriale di Trieste. Dopo la proclamazione dell'armistizio dell'8 settembre 1943, nel tentativo di proteggere la popolazione italiana, aderì alla Repubblica Sociale Italiana, divenendo comandante regionale dell'Esercito Nazionale Repubblicano. Al termine della guerra, accusato di collaborazionismo con il nemico fu arrestato, carcerato, processato, e condannato a 30 anni di carcere. Trasferito in Italia su decisione del Governo Militare Alleato, fu rinchiuso nel carcere di Civitavecchia, e nel dicembre 1948 la Corte di cassazione gli ridusse la pena, portandola a 15 anni di carcere. Scarcerato nel 1949 usufruendo dell'amnistia varata il 7 febbraio 1948 dal governo, su proposta del sottosegretario alla Presidenza del Consiglio dei ministri Giulio Andreotti, si ritirò a vita privata, venendo reintegrato nel rango nel 1956.

## Biografia
Nacque a Loreto Aprutino il 18 maggio 1882, figlio di Giovanni Esposito di Zopito e di Apollonia Acerbo. Arruolatosi nel Regio Esercito in qualità di Allievo sergente assegnato al 36º Reggimento fanteria scalò tutta la gerarchia dei gradi di truppa. Arrivato tra i primi classificati nel concorso di ammissione alla Regia Accademia Militare di Modena il 31 ottobre 1904, fu nominato sottotenente il 14 settembre 1906, assegnato a prestare servizio presso il 5º Reggimento alpini, dove conseguì la promozione a tenente nel settembre 1909.
Dopo lo scoppio della guerra italo-turca, il 16 dicembre 1911 sbarcò a Derna in forza al Battaglione alpini "Edolo", prestando servizio presso gli avamposti posti a difesa della piazzaforte. Nel corso del combattimento avvenuto il 27 dicembre, mentre marciava per rientrare nelle ridotte, tornò da solo indietro per portare in salvo un alpino rimasto ferito che stava per essere catturato dal nemico. Nel corso del combattimento avvenuto il 3 marzo 1912 nei pressi della Ridotta "Lombardia", il suo battaglione sostenne l'urto di imponenti forze turco-arabe. Distintosi particolarmente durante questa azione, fu decorato con la Medaglia d'oro al valor militare a vivente. Al termine del periodo di convalescenza, nell'ottobre 1913 iniziò a frequentare la Scuola di guerra dell'esercito, venendo poi promosso capitano ed assegnato al 2º Reggimento alpini.
Dopo l'entrata in guerra del Regno d'Italia, avvenuta il 24 maggio 1915, si distinse con il suo reggimento sulla Croda Rossa, venendo decorato con una prima Medaglia di bronzo al valor militare nel mese di luglio dello stesso anno, e il 12 ottobre successivo, nel corso di un intenso bombardamento mantenne un tale contegno da essere decorato con una seconda Medaglia di bronzo al valor militare. Promosso maggiore divenne Addetto al comando della 31ª Divisione, e nel corso del 1917 si distinse sul fronte dell'Isonzo, venendo decorato con terza Medaglia di bronzo al valor militare per un'azione compiuta nel corso della ritirata seguita alla disfatta di Caporetto. Sul fronte del Piave fu decorato con una Croce di guerra al valor militare.
Dopo la fine del conflitto entrò nel Corpo di Stato Maggiore, e promosso colonnello assunse il comando del 56º Reggimento fanteria, passando successivamente a quello dell'8º Reggimento alpini schierato sulla Frontiera Orientale, e infine, da gennaio a settembre 1936, del presidio di Zara.
A Udine, il 7 giugno 1936, presso la caserma "Di Prampero" dell'8º Reggimento alpini inaugurò il monumento ai Caduti del Reggimento, un'opera da concepita e realizzata con la collaborazione del tenente colonnello Giacomo Lombardi e dello scultore Giuseppe Pizzoni.
Dal 1937, promosso generale di brigata per meriti eccezionali, assunse il comando della Divisione "Vespri", e nel 1939 passò a quello della neo costituita 57ª Divisione fanteria "Lombardia" di stanza a Pola. Il 14 gennaio 1941 fu nominato comandante, in sostituzione del generale Amedeo De Cia, della 5ª Divisione alpina "Pusteria", impegnata nella campagna di Grecia. Il duro inverno passato sul Tomori, i sanguinosi combattimenti della Spadarit e di Selami, l'avanzata in territorio greco verso Koniza attraverso la zona montana greco-albanese, gli valsero la concessione della Croce di Cavaliere dell'Ordine militare di Savoia.
Nel luglio 1941 la Divisione "Pusteria" viene schierata in Montenegro (Sangiaccato) partecipando alla repressione della rivolta comunista scoppiata all'alba del 14 dello stesso mese. Organizzata dal futuro Maresciallo Tito, l'azione portò alla capitolazione di numerosi presidi italiani, e causò gravi perdite in particolare tra i reparti della 18ª Divisione fanteria "Messina"
La sua divisione entrò in azione il 16 luglio, insieme ad altri reparti formati soprattutto da Camicie Nere, attaccando la roccaforte comunista del Linbotin. La repressione fu condotta con metodi brutali, ma portò alla rapida capitolazione dei ribelli. Le colonne degli Alpini e degli altri reparti italiani operarono senza sosta tra il Mare Adriatico e il lago di Scutari, e in pochi giorni presidi vennero liberati, le strade rese sicure. Inoltre tra il 1 e il 2 dicembre 1941 un attacco diretto di 12.000 partigiani al comando di Arso Jovanović contro la città di Pljevlja, che venne difesa accanitamente dagli alpini italiani, si concluse con una sconfitta, e pesanti perdite, per i partigiani, circa 3.000 morti.
Nell'aprile 1942, per contrastare efficacemente i nuovi, durissimi, attacchi portati dai partigiani jugoslavi, il Comando della 2ª Armata italiana prese accordi con il Comando tedesco in Jugoslavia per effettuare azioni di "polizia" (Operazione Trio) in Bosnia.
La sua divisione partecipò a duri combattimenti, impegnata nel contrastare con tutti i mezzi una guerriglia operante al di fuori da ogni regola di combattimento, e che agiva sulla Drina a Foča, non riuscendo per poco a catturare lo stesso Tito. Rientrato in Patria alla testa della sua unità, decorato di una Medaglia d'argento al valor militare, fu posto in posizione di riserva il 18 maggio 1942, ma ricopri poi l'incarico di Ispettore delle Truppe Alpine a Roma. Nel maggio 1943, con il precipitare della situazione bellica italiana, gli fu assegnato il Comando della Difesa Territoriale di Trieste, ricoprendo tale incarico dal luglio 1943 al maggio 1945.
Dopo la proclamazione dell'armistizio dell'8 settembre 1943 disponeva a difesa della Venezia-Giulia del XXIII Corpo d'armata del generale Alberto Ferrero, che rifiutò di combattere contro i tedeschi, arrivando a dichiarare la città di Trieste indifendibile. Ferrero trasferì il suo comando a Cervignano, lasciandogli il comando della città, ormai in piena fase di occupazione da parte delle truppe tedesche. Alle ore 18:00 del 10 settembre fu firmato il trapasso dei poteri civili e militari alla Operationszone Adriatisches Küstenland tedesca, e poté lasciare il suo comando, che aveva sede a Villa Necker. Cercando in tutti i modi di salvaguardare la popolazione italiana, preservando nel contempo l'onore dell'esercito, aderì formalmente alla Repubblica Sociale Italiana, e nominato comandante regionale dell'Esercito Nazionale Repubblicano dovette inviare truppe a collaborare con quelle tedesche nella repressione delle Bande Slave operanti sul Carso.
Dopo la fine del conflitto e l'occupazione di Trieste da parte dei titini e dagli anglo-americani, fu subito messo in carcere, subendo il primo
interrogatorio da parte del Comando di Polizia Alleata il 14 giugno 1945. All'inizio dell'anno successivo fu portato a conoscenza dei capi d'imputazione rivoltigli, venendo apertamente accusato di collaborazionismo con il nemico. Il processo si svolse tra l'aprile e il maggio 1946,e dopo 8 sedute fu condannato a 30 anni di prigione. A causa della mutata situazione politica il Governo Militare Alleato decise di trasferire tutti i detenuti politici in Italia, presso il Tribunale Supremo Militare di Roma. Rinchiuso nel carcere di Civitavecchia, nel dicembre 1948 la Corte di cassazione dimezzò la pena, portandola a 15 anni di carcere.
Scarcerato nel gennaio 1949 usufruendo dell'aminstia varata il 7 febbraio 1948 dal governo, su proposta del sottosegretario alla Presidenza del Consiglio dei ministri Giulio Andreotti, si ritirò a vita privata. Reintegrato nel grado nel 1956, si spense a Roma il 3 giugno 1958.

## Pubblicazioni
- Trieste e la sua Odissea, Superstampa, Roma, 1952.

### Annotazioni
1. ↑  Fu incaricato di portare ad un ufficiale del genio l'ordine di far saltare i ponti di Rubbia[non chiaro]. Dopo essersi assicurato che le batterie d'artiglieria da campagna fossero passate diede ordine di eseguire il brillamento. Nonostante l'intenso bombardamento nemico, non lasciò la sua postazione fino a che non si fu personalmente accertato dei danni ai ponti provocati dalle mine.
2. ↑  In data 2 febbraio 1930 risultava essere comandante dell'8º Reggimento alpini.
3. ↑  I cui reparti vennero quasi completamente distrutti.
4. ↑  Il governatore del Regno del Montenegro, generale Alessandro Pirzio Biroli, utilizzò ben quattro divisioni del Regio Esercito, oltre a reparti di Camicie Nere, irregolari albanesi e bande mussulmane.
5. ↑  In quanto Comandante della difesa territoriale era venuto a conoscenza della segretissima Memoria OP 44, emessa dalla Stato maggiore in previsione della proclamazione dell'armistizio.
6. ↑  Nel novembre 1943 emise un bando di richiamo in servizio obbligatorio per gli ufficiali e i soldati appartenenti al disciolto Regio Esercito, ma tale iniziativa fu bruscamente fermata dalle autorità tedesche, arrivando al punto che il Gauleiter Friedrich Rainer arrivò a convocarlo presso il suo comando sottoponendolo a una sorta di tribunale di guerra.
7. ↑  Da lui richiesta ...con vergogna e come se fossi un qualsiasi criminale, così scrisse nel suo libro di memorie Trieste e la sua Odissea, edito a Roma nel 1952.

### Fonti
1. 1 2 3 4 5 6  Bianchi, Cattaneo 2011, p. 82.
2. 1 2 3 4 5 6 7  Bianchi 2012, p. 86.
3. 1 2 3 4 5 6 7 8 9 10 11  Bianchi, Cattaneo 2011, p. 83.
4. 1 2 3 4 5 6 7 8 9 10 11 12 13  Bianchi 2012, p. 87.
5. ↑  Jowett, Andrew 2000, p. 8.
6. ↑  Jowett, Andrew 2000, p. 12.
7. ↑  Scotti, Viazzi 1987, pp. 389-483.
8. ↑  Bambara 1988, pp. 149-140.
9. 1 2 3 4  Roberto Spazzali, L'8 settembre 1943 a Trieste, in Il Piccolo, Trieste, 7 settembre 2013.
10. ↑  Jowett, Andrew 2001, p. 9.
11. ↑  Bollettino Ufficiale 1913, pag.19.
12. ↑  Gazzetta Ufficiale del Regno d'Italia n.41 del 18 febbraio 1924, pag.800.

### Pubblicazioni
- Roberto Spazzali, L'8 settembre 1943 a Trieste, in Il Piccolo, Trieste, 7 settembre 2013.